# Welt der Null-A
Der Science-Fiction-Roman Welt der Null-A! (eng. Originaltitel: The World of Null-A) von Alfred Elton van Vogt handelt in einer entfernten Zukunft und thematisiert den Übergang des Menschen zu einer Art Übermensch mit einer Reihe außergewöhnlicher Fähigkeiten. Er erschien erstmals im Jahr 1945 als Serie in Astounding Science Fiction, 1948 als Roman in Buchform, und gilt als eines der Hauptwerke von A. E. van Vogt. Der Autor ließ dem Roman zwei Fortsetzungen folgen.

## Handlung
Die zentrale Figur des Buches ist Gilbert Gosseyn, der an „den Spielen“ teilnehmen möchte, bei denen es sich um eine Art umfangreiches Auswahlsystem handelt, dessen Funktion darin besteht, dass Menschen ein besseres Verständnis für sich selbst, die Welt und das Sein überhaupt gewinnen. Durchgeführt wird das Ganze von einem riesigen Computer. Gleich zu Anfang stellen sich Zweifel über die Existenz Gosseyns ein, da der Computer über eine zuverlässige Lügendetektorfunktion verfügt und feststellt, dass Gosseyns Identität falsch, er jedoch selbst von ihrer Echtheit überzeugt ist. Ab hier beginnt seine Odyssee mit dem Ziel, herauszufinden, wer und insbesondere was er ist. Selbst der Tod kann diese Suche nicht beenden, da er danach woanders wieder aufwacht. Dazu stellen sich nach und nach Fähigkeiten ein, wie etwa Teleportation, die er mit der Zeit immer besser beherrscht. Im Laufe der Handlung liegt es an Gosseyn, eine Verschwörung aufzudecken, die alle Bewohner des Sonnensystems bedroht.

## Hintergründe
In seinem Buch bezieht sich van Vogt immer wieder auf die Allgemeine Semantik, ein Denkmodell zur Wahrnehmung von Realität, das Alfred Korzybski in den Jahren von 1920 bis 1950 entwickelte und unter anderem in seinem Buch Science and Sanity beschrieb. Die Kapitel werden in diesem Zusammenhang mit passenden philosophischen Zitaten unterschiedlichster Denker eingeleitet – teilweise auch von Korzybski selbst. Null-A steht im Roman für eine nicht-Aristotelische Logik, wie sie Korzybski als mentale Programmierung in der Allgemeinen Semantik beschreibt. In den beiden nachfolgenden Büchern Kosmischer Schachzug (später unter dem Titel Die kosmischen Schachspieler wiederveröffentlicht) und Der dritte Gosseyn werden diese Philosophie der allgemeinen Semantik weiter erörtert und dem Leser ihre zugrundeliegenden Prinzipien nahegebracht. So kann der Leser die geistige Weiterentwicklung Gosseyns zumindest in theoretischer Hinsicht mitverfolgen. Es werden die Unterschiede zwischen dem, was Realität ist, und dem, was vielen Menschen als Realität erscheint, immer wieder sehr anschaulich herausgearbeitet.

## Wirkung
Dem Buch werden Einflüsse auf die frühe Entwicklung von Dianetik und Scientology zugeschrieben, da der „go sane“-Prozess, dem sich Gosseyn im Roman unterzieht, um in die Gruppe der auserwählten „General Semanticists“ aufgenommen zu werden, den Schritten der Scientologen zu Erlangung des „clear“-Status ähnelt. Van Vogt selbst praktizierte Dianetik und war einige Zeit der erste Leiter der Hubbard Dianetic Research Foundation of California bei Los Angeles.  Scientology als religiöse Ausrichtung der Dianetik lehnte er jedoch immer ab.
Lawrence Alloway entdeckte durch The World of Null-A das Konzept der nicht-aristotelischen Logik und brachte es in die Independent Group ein, in deren künstlerischen Arbeiten dieses Konzept ein prägendes Element wurde.

## Deutsche Ausgaben
- 1958: Welt der Null-A. Science-Fiction-Roman. Übersetzt von Armin von Eichenberg, Balowa-Verlag, Balve.
- 1959: Welt der Null-A. Moewig Verlag, München, Terra Heft 89. (stark gekürzt)
- 1968: Welt der Null-A. Utopischer Roman. Übersetzt von Walter Brumm, Heyne Verlag, München.
- 1986: Null-A. Ein Zyklus in 3 Romanen. In ungekürzter Neuübersetzung mit einem Bildteil zur Publikationsgeschichte sowie einem Vorwort und einem Nachwort versehen, herausgegeben von Rainer Eisfeld, Heyne Verlag, München (Bibliothek der Science Fiction Literatur, Band 58). ISBN 3-453-31287-2 (enthält The World Of Null-A, The Players Of Null-A und Null-A Three)